# Severojutský ostrov
Severojutský ostrov (dánsky Nørrejyske Ø) také známý pod názvem Vendsyssel-Thy je ostrov na severu Dánska. Administrativně náleží celý ostrov k regionu Nordjylland. Má rozlohu 4685 km² a v roce 2003 na něm žilo 306 373 obyvatel. Vendsyssel se nazývá oblast od města Brovst na východ. Nejdůležitější města na ostrově jsou Hjørring, Brønderslev, Frederikshavn, Hirtshals, Løkken, Lønstrup a Skagen.

## Historie
Původně se jednalo o poloostrov, který byl nejsevernější částí Jutského poloostrova. Roku 1825 byla po bouři přerušena šíje, která ho spojovala se zbytkem poloostrova na východním konci Limfjordu, a tak došlo ke změně na druhý největší ostrov Dánska.